# Sportivo Balcarce Buenos Aires
Club Sportivo Balcarce – argentyński klub piłkarski z siedzibą w mieście Florida leżącym w obrębie zespołu miejskiego Buenos Aires.

## Osiągnięcia
- Mistrz drugiej ligi: 1925

## Historia
Klub Sportivo Balcarce założony został w 1919 roku. W 1925 roku awansował do pierwszej ligi mistrzostw organizowanych przez federację piłkarską Asociación Argentina de Football. W pierwszoligowym debiucie w 1926 roku Sportivo Balcarce zajął 4 miejsce. W 1927 roku doszło do połączenia konkurujących ze sobą federacji piłkarskich, jednak Sportivo Balcarce nie uzyskał prawa gry w połączonej lidze. Klub już nigdy nie awansował do najwyższej ligi Argentyny.
W swoim jedynym pierwszoligowym sezonie Sportivo Balcarce rozegrał 17 meczów, z których wygrał 10, 3 zremisował oraz 4 przegrał, uzyskując 23 punkty. Klub zdobył 29 bramek i stracił 19 bramek.